# Thuê ngoài việc bán hàng
Thuê ngoài việc bán hàng là một cách để các công ty thu hút khối lượng bán hàng tăng cao, cho sản phẩm hoặc dịch vụ của họ bằng cách sử dụng một bên thứ ba. Công ty thường sử dụng các công ty thuê ngoài để cải thiện khối lượng bán hàng mà không cần liên kết đến các nhóm bán hàng thực hiện các chiến dịch đó. Công ty cam kết khoán ngoài thông thường sẽ được thanh toán dựa trên kết quả mà họ có thể tạo ra, và do đó tạo ra một tình huống có lợi cho cả khách hàng lẫn công ty thuê ngoài.

## Bối cảnh
'Thuê ngoài việc bán hàng' hoàn toàn được quan sát thấy khi các công ty có một lực lượng bán hàng bên thứ ba bên ngoài. Nó được phân biệt với bán lại có giá trị gia tăng hoặc phân phối trong đó mô hình kinh doanh có thể dựa trên chia sẻ rủi ro, mặc dù có những mô hình mà người thuê ngoài được trả cho tất cả hoạt động của họ - cũng như với lực lượng bán hàng trực tiếp., tính linh hoạt và kinh nghiệm. Các tên khác cho thuê ngoài việc bán hàng bao gồm 'bán hàng gián tiếp' và 'bán hàng qua kênh'.
Thuê ngoài việc bán hàng' hoàn toàn là khác với Tiếp thị qua điện thoại ở chỗ nó đòi hỏi tuyển dụng trực tiếp của nhân viên bán hàng với nền tảng cụ thể cho mỗi chiến dịch bán hàng. Thông thường các giám đốc điều hành bán hàng sẽ là một phần của một nhóm có thể bao gồm tiếp thị qua điện thoại, tiếp thị, các hệ thống và phương pháp công cụ cũng như quản lý bán hàng.
Các công ty thuê ngoài việc bán hàng cung cấp trách nhiệm giải trình về tất cả các kết quả bán hàng và hoạt động trong khi đại diện cho thương hiệu của khách hàng. Đối với khách hàng cuối, nó thường xuất hiện như thể đội ngũ bán hàng đã bán sản phẩm cho bản thân chứ không phải là công ty được thuê ngoài việc bán hàng. Các công ty thuê ngoài, về bản chất, một phần mở rộng của khách hàng nhưng chịu trách nhiệm cho tất cả các hoạt động liên quan đến hoạt động bán hàng trực tiếp, thường nhận được kỹ thuật bán hàng và hỗ trợ đào tạo sản phẩm / dịch vụ ban đầu từ khách hàng.

## Mục đích bán hàng gián tiếp
Mục đích duy nhất của một tổ chức bán hàng hợp đồng là cung cấp tài nguyên bán hàng cho khách hàng của mình mà không cần lấy tiêu đề cho sản phẩm của họ. Các nhà cung cấp dịch vụ thuê ngoài việc bán hàng bao gồm đại diện của nhà sản xuất, tổ chức bán hàng hợp đồng, đại lý bán hàng hoặc tư vấn thuê ngoài việc bán hàng. Một cách để tổ chức nỗ lực bán hàng, đặc biệt là khi phân phối sản phẩm thất thường, là thay thế hoặc bổ sung các nguồn lực nội bộ có chức năng và chuyên môn được đưa vào từ các tổ chức bán hàng theo hợp đồng.
Thuê ngoài việc bán hàng là hoàn toàn khác với thue ngoài dịch vụ quy mô lớn, có lợi thế nhưng cũng yêu cầu hợp đồng tích cực và quản lý quan hệ. Ngoài 'Thuê ngoài việc bán hàng' hoàn toàn, nhiều mô hình một phần được quan sát, đặc biệt là ở các công ty lớn.

## Các hoạt động thuê ngoài điển hình
Một loạt các hoạt động bán hàng có thể được thuê ngoài như:
- Thuê ngoài một phần của quy trình bán hàng, ví dụ: đánh giá khách hàng tiềm năng hoặc chăm sóc khách hàng tiềm năng
- Thuê ngoài việc quản lý các phân đoạn khách hàng cụ thể, ví dụ: các phân khúc, khu vực địa lý hoặc lĩnh vực thích hợp khó tiếp cận hoặc có văn hóa rất khác nhau
- Thuê ngoài việc bán hàng của các dòng sản phẩm hoặc dịch vụ cụ thể (ví dụ: các bộ phận, bảo trì) hoặc các hoạt động liên quan đến sản phẩm như ra mắt sản phẩm

Bất kỳ điều nào sau đây cũng có thể được coi là thuê ngoài bán hàng một phần hoặc khoán việc bán hàng bên ngoài:
- Lồng ghép các nhà thầu vào các đội ngũ bán hàng trong nhà để bảo hiểm các trường hợp vắng mặt dài hạn như nghỉ thai sản hoặc quản lý vị trí tuyển dụng chung
- Doanh số bán hàng hợp vốn - nơi nhân viên bán hàng đã ký hợp đồng trình bày các sản phẩm bổ sung từ các công ty khác nhau trên một cuộc gọi duy nhất tới khách hàng

## Ưu điểm
Thuê ngoài việc bán hàng dự kiến sẽ rẻ hơn so với chi phí của việc sử dụng nhân viên bán hàng toàn thời gian, nhưng tính toán so sánh chi phí theo thời gian là xa đơn giản. Tuy nhiên, thay thế chi phí cố định bằng chi phí biến đổi lại hấp dẫn đối với những người có ngân sách. Tuy nhiên, không giống như nhiều hình thức thuê ngoài, lợi thế của thuê ngoài việc bán hàng thường không đến từ việc tiết kiệm chi phí mà là tăng doanh thu hoặc cung cấp tốc độ phản hồi hoặc linh hoạt.
Các trường hợp kinh doanh cho thuê ngoài việc bán hàng cũng nên bao gồm việc xem xét chi phí kiểm soát hợp đồng. Khó khăn trong việc đo lường mối liên hệ giữa hoạt động bán hàng và hiệu suất bán hàng dẫn đến ưu tiên cho nhân viên bán hàng được thuê mướn. Tuy nhiên, các vấn đề nội bộ thường giống nhau và việc thuê nội bộ có nhiều "phiền nhiễu" của công ty khác không xảy ra với các tài nguyên bên ngoài.
Các công ty cũng có thể chọn thuê ngoài việc bán hàng như một phương tiện để tiếp cận các kỹ năng bán hàng tốt nhất. Mặc dù cụm từ "thuê-một-đại diện" vẫn được sử dụng, có một số bằng chứng cho thấy các nhà thầu được coi là người thực hiện tốt các tiêu chuẩn về chất lượng cũng như định lượng về hiệu suất. Mặc dù vậy, nguy cơ danh tiếng của bên thứ ba xử lý các mối quan hệ khách hàng đã được quan sát như là một yếu tố hạn chế thuê ngoài việc bán hàng. Người ta có thể lập luận rằng một nhân viên thường sử dụng một công ty để kiếm được 2-3 năm lương và kinh nghiệm trong khi một công ty khoán ngoài bán hàng thường xem xét một hợp đồng dài hạn mặc dù nhân viên có thể thay đổi trong thời gian đó. Vì vậy, mục tiêu của một người đăng việc có thể được liên kết chặt chẽ với mục tiêu và mục tiêu của công ty ký kết hợp đồng.
Một nghiên cứu gần đây đã nhấn mạnh tính linh hoạt như một người lái xe quan trọng cho thuê ngoài việc bán hàng. Các môi trường kinh doanh không chắc chắn làm nổi bật nhu cầu bật và tắt tài nguyên bán hàng một cách nhanh chóng. Các ngành và công ty trải qua sự thay đổi nhanh chóng có thể cần phải tránh việc thuê và sa thải các chi phí và rủi ro. Các tổ chức bán hàng hợp đồng có thể hấp thụ rủi ro việc làm, cho phép khách hàng của họ phản ứng với các cơ hội ngắn hạn hoặc hoạt động của đối thủ cạnh tranh (xem khởi nghiệp tinh gọn). Tuy nhiên, một người thuê ngoài có thể xây dựng nhiều hơn phí bảo hiểm cho tỷ lệ hoặc hoa hồng nếu tính linh hoạt quá mức được yêu cầu trong hợp đồng.
Các tổ chức bán hàng hợp đồng đang phát triển về khối lượng và ảnh hưởng, có thể cung cấp cả hoạt động chiến thuật và hỗ trợ chiến lược dài hạn cho khách hàng của họ.
Tốc độ phản hồi được xem là lý do chính để sử dụng người thuê ngoài. Nếu một công ty đang tìm cách thâm nhập thị trường, có thể mất vài tháng để tuyển dụng người quản lý địa phương, sau đó phải mất vài tháng để tìm một văn phòng và xây dựng một nhóm. Với người thuê ngoài, một nhóm làm việc đầy đủ có thể hoạt động trong vòng vài ngày hoặc vài tuần.
Thuê ngoài việc bán hàng cũng có thể được sử dụng làm chiến lược gia nhập thị trường và tránh rủi ro thành lập lâu dài.

## Tốc độ tăng trưởng bán hàng gián tiếp
Kinh nghiệm của nhiều tổ chức trong vài năm qua chứng minh rằng các kênh gián tiếp có thể là yếu tố quan trọng để mở rộng phạm vi phủ sóng của thị trường. Điều này đặc biệt đúng trong ngành điện tử, truyền thông và công nghệ cao. Ví dụ, kênh gián tiếp hiện chiếm 66% tổng doanh thu công nghệ, tăng từ 53% năm 1997.

## Ví dụ về các công ty bán hàng gián tiếp
Một số ví dụ về các công ty truyền thông sử dụng các lực lượng bán hàng gián tiếp cho các nỗ lực bán hàng nội bộ của họ bao gồm: AireSpring, AT&T, Comcast, Earthlink Business, Integra Telecom, Level 3 Communications, Time Warner Cable, TelePacific, tw telecom, XO Communications, và Windstream. Một số đại lý bán hàng hàng đầu bán dịch vụ thoại và dữ liệu cho các nhà cung cấp dịch vụ này bao gồm Telarus, có trụ sở tại Salt Lake City, Utah, Intelisys, có trụ sở tại Petaluma, California và Telecom Brokerage Inc (TBI), có trụ sở tại Chicago, Illinois.